# Olympische Winterspiele 1998/Teilnehmer (Dänemark)
| Gelbes Symbol für Goldmedaillen mit stilisierten Olympischen Ringen | Graues Symbol für Silbermedaillen mit stilisierten Olympischen Ringen | Braundes Symbol für Bronzemedaillen mit stilisierten Olympischen Ringen |
| ------------------------------------------------------------------- | --------------------------------------------------------------------- | ----------------------------------------------------------------------- |
| —                                                                   | 1                                                                     | —                                                                       |

Dänemark nahm an den Olympischen Winterspielen 1998 im japanischen Nagano mit zwölf Athleten, fünf Männer und sieben Frauen, die in sechs Disziplinen antraten, teil.
Es war die neunte Teilnahme Dänemarks an Olympischen Winterspielen.

## Flaggenträger
Die Curlerin Helena Blach Lavrsen trug den Dannebrog, die Flagge Dänemarks, während der Eröffnungsfeier im Olympiastadion.

## Medaillen
In Nagano gelang Dänemark der erste und bislang einzige Medaillengewinn bei Olympischen Winterspielen: Das Curling-Team der Damen erreichte das Finale, unterlag dort jedoch Kanada mit 5:7 und gewann dadurch die Silbermedaille.

### Silber
- Curling: Damen-Team

## Übersicht der Teilnehmer

### Curling
Frauen
- Silber
- Jane Bidstrup
- Dorthe Holm
- Helena Blach Lavrsen
- Margit Pörtner
- Trine Qvist

### Eiskunstlauf
Männer
- Michael Tyllesen
Einzel: 9. Platz

### Freestyle-Skiing
Frauen
- Anja Bolbjerg
Buckelpiste: 13. Platz

### Ski Alpin
Männer
- Tejs Broberg
Super-G: 35. Platz
Riesenslalom: 27. Platz
Kombination: DNF
- Arne Hardenberg
Slalom: DNF
Kombination: DNF

Frauen
- Katrine Hvidsteen
Riesenslalom: DNF
Slalom: DNF

### Ski Nordisch

#### Langlauf
Männer
- Michael Binzer
10 km: 46. Platz
30 km: 58. Platz
50 km: 41. Platz
25 km Verfolgung: 41. Platz

### Snowboard
Männer
- Mike Kildevæld
Riesenslalom: 15. Platz